# Colimbiné
Colimbiné es una comuna o municipio del círculo de Kayes de la región de Kayes, en Malí. En abril de 2009 tenía una población censada de 12 497 habitantes.
Se encuentra ubicada al oeste del país y al noroeste de la región de Kayes, en la zona de Sahel, y cerca de la frontera con Senegal y Mauritania.